# Телце на Бар
Телцето на Бар (по името на откривателя му Мъри Бар) е една от двете Х-хромозоми при жените в соматичните им клетки, която е дезактивирана. Според хипотезата на Леон, Х-половият хроматин се формира от едната Х-хромозома, която не се деспирализира в интерфазата и остава неактивна. Тази инактивация настъпва още в ранната ембриогенеза и произволно зясага една от двете Х-хромозоми - майчината или бащината.